# Juno Award/Vocal Jazz Album of the Year
Der Juno Award für das Vocal Jazz Album of the Year wird seit 2000 vergeben. Er richtet sich an kanadische Künstler, die dem Vocal Jazz zuzuordnen sind. Bis 2003 hieß der Award Best Vocal Jazz Album.

## Sieger und Nominierte

### Best Vocal Jazz Album (2000–2002)
| Jahr | Sieger        | Album                    | Nominierungen | Ref. |
| ---- | ------------- | ------------------------ | --- | ---- |
| 2000 | Diana Krall   | When I Look in Your Eyes | - Jeri Brown – I've Got Your Number - Kate Hammett-Vaughan – How My Heart Sings - Karin Plato – There's Beauty in the Rain - Carol Welsman – Swing Ladies, Swing! |      |
| 2001 | Joni Mitchell | Both Sides Now           | - Molly Johnson – Molly Johnson - Marc Jordan – This Is How Men Cry - Ranee Lee – Dark Divas - Denzal Sinclaire – I Found Love                                    |      |
| 2002 | Diana Krall   | The Look of Love         | - Susie Arioli Swing Band – It's Wonderful - Emilie-Claire Barlow – Tribute - Jeri Brown – Image in the Mirror the Triptych - Melissa Walker – I Saw the Sky      |      |

### Vocal Jazz Album of the Year (seit 2003)
| Jahr | Sieger                     | Album                         | Nominierungen | Ref.  |
| ---- | -------------------------- | ----------------------------- | --- | ----- |
| 2003 | Diana Krall                | Live in Paris                 | - Coral Egan – The Path of Least Resistance - Molly Johnson – Another Day - Susie Arioli Swing Band – Pennies from Heaven - Joani Taylor and Bob Murphy – The Wall Street Sessions                                               |       |
| 2004 | Holly Cole                 | Shade                         | - Jeri Brown – Firm Roots - Ranee Lee – Maple Groove - Denzal Sinclaire – Denzal Sinclaire - Carol Welsman – The Language of Love                                                                                                |       |
| 2005 | Diana Krall                | The Girl in the Other Room    | - Susie Arioli Band feat. Jordan Officer – That's for Me - Kate Hammett-Vaughan Quintet – Eclipse - Marc Jordan – Make Believe Ballroom - Dione Taylor – Open Your Eyes                                                          |       |
| 2006 | Diana Krall                | Christmas Songs               | - Paul Anka – Rock Swings - Cadence – Twenty for One - Ranee Lee – Just You, Just Me - Sophie Milman – Sophie Milman |       |
| 2007 | Diana Krall                | From This Moment On           | - Lori Cullen – Calling for Rain - Kellylee Evans – Fight or Flight? - Molly Johnson – Messin' Around - Elizabeth Shepherd – Start to Move                                                                                       |       |
| 2008 | Sophie Milman              | Make Someone Happy            | - Emilie-Claire Barlow – The Very Thought of You - Holly Cole – Holly Cole - Deborah Cox – Destination Moon - Michael Kaeshammer – Days Like These                                                                               |       |
| 2009 | Molly Johnson              | Lucky                         | - Diana Panton – If the Moon Turns Green... - Elizabeth Shepherd – Parkdale - Yvette Tollar – Ima - Nikki Yanofsky – Ella...Of Thee I Swing                                                                                      |       |
| 2010 | Ranee Lee                  | Ranee Lee Lives Upstairs      | - Emilie-Claire Barlow – Haven't We Met? - Michael Kaeshammer – Lovelight - Diana Krall – Quiet Nights - Carol Welsman – I Like Men                                                                                              |       |
| 2011 | Kellylee Evans             | Nina                          | - Emilie-Claire Barlow – The Beat Goes On - Laila Biali – Tracing Light - Jeff Healey – Last Call - Nikki Yanofsky – Nikki |       |
| 2012 | Sonia Johnson              | Le Carré de nos amours        | - Fern Lindzon – Two Kites - Sophie Milman – In the Moonlight - The Nylons – Skin Tight - Diana Panton – To Brazil with Love |       |
| 2013 | Emilie-Claire Barlow       | Seule ce soir                 | - Diana Krall – Glad Rag Doll - Diana Panton – Christmas Kiss - Elizabeth Shepherd – Rewind - Carol Welsman – Journey |       |
| 2014 | Mike Rud ft. Sienna Dahlen | Notes on Montréal             | - Matt Dusk – My Funny Valentine: The Chet Baker Songbook - Sonia Johnson, Charles Biddle Jr. and Annie Poulain – Triades - Amy McConnell and William Sperandei – Stealing Genius - Erin Propp with Larry Roy – Courage, My Love |       |
| 2015 | Diana Panton               | Red                           | - Julie Crochetière – Counting Dreams - Angela Galuppo – Angela Galuppo - Molly Johnson – Because of Billie - Elizabeth Shepherd – The Signal                                                                                    |       |
| 2016 | Emilie-Claire Barlow       | Clear Day                     | - Dan Brubeck Quartet – Live from the Cellar - Jaclyn Guillou – This Bitter Earth - Tara Kannangara – Some Version of the Truth - Alex Pangman – New                                                                             |       |
| 2017 | Bria Skonberg              | Bria                          | - Heather Bambrick – You'll Never Know - Matt Dusk and Florence K – Quiet Nights - Barbra Lica – I'm Still Learning - Amanda Tosoff – Words                                                                                      |       |
| 2018 | Diana Krall                | Turn Up the Quiet             | - Matt Dusk – Old School Yule - Kellylee Evans – Come On - Michael Kaeshammer – No Filter - Bria Skonberg – With a Twist |       |
| 2019 | Laila Biali                | Laila Biali                   | - Holly Cole – Holly - Diana Krall & Tony Bennett – Love Is Here to Stay - Diana Panton – Solstice/Equinox - Jodi Proznick & Laila Biali – Sun Songs                                                                             | [ 2 ] |
| 2020 | Dominique Fils-Aimé        | Stay Tuned!                   | - Jazz Affair – Wishes - Monkey House – Friday - Elizabeth Shepherd – Montreal - Bria Skonberg – Nothing Never Happens | [ 3 ] |
| 2021 | Sammy Jackson              | With You                      | - Laila Biali – Out of Dust - Sophie Day – Clémence - Matt Dusk – Sinatra - Diana Krall – This Dream of You |       |
| 2022 | Caity Gyorgy               | Now Pronouncing: Caity Gyorgy | - Alex Bird and the Jazz Mavericks – You Are the Light and the Way - Amanda Tosoff – Earth Voices - Elizabeth Shepherd & Michael Occhipinti – The Weight of Hope - Holly Cole feat. Holly Cole Trio – Montreal (live)            |       |
| 2023 | Caity Gyorgy               | Featuring                     | - Laura Anglade & Sam Kirmayer – Venez donc chez moi - The Ostara Project – The Ostara Project - Diana Panton – Blue - Nikki Yanofsky – Nikki by Starlight                                                                       |       |
| 2024 | Dominique Fils-Aimé        | Day Moon                      | - Denielle Bassels – Little Bit a’ Love - Laila Biali – Your Requests - Alex Bird & Ewen Farncombe – Songwriter - Caity Gyorgy & Mark Limacher – You’re Alike, You Two                                                           |       |